# 久保栄吉

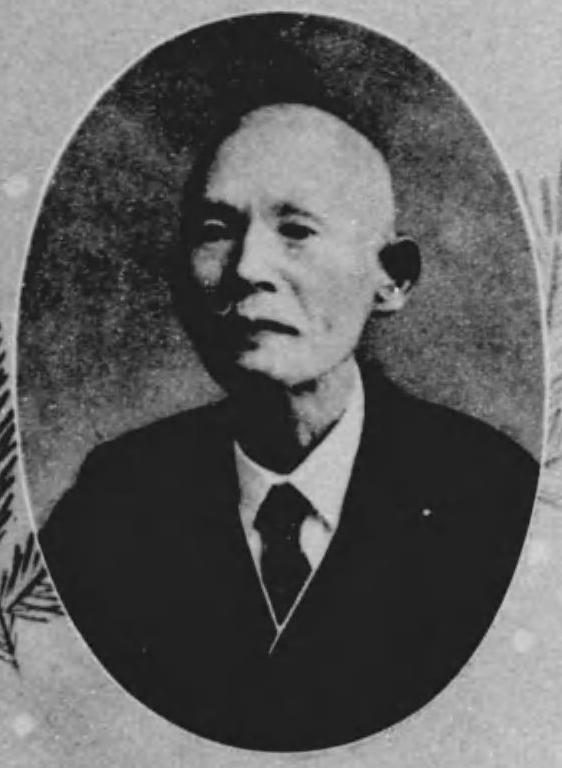
久保 栄吉

久保 栄吉（くぼ えいきち、明治元年1月26日〈1868年2月19日〉 - 1945年〈昭和20年〉1月）は、明治から昭和時代戦前の政治家。醸造家。香川県香川郡香西町長。

## 経歴
戸長役場筆生、用掛、事務係、収入役を経て、1900年（明治33年）4月に香川県香川郡中笠居村の村長に就任。1915年（大正4年）町制施行とともに改称し、香西町となると町長を務めた。醸造業を営み、香西杜氏組合組合長を歴任した。

## 栄典
勲章等
- 勲七等青色桐葉章[1]

## 親族
- 義弟 寒川恒貞（技術者、実業家）[3]